# Gehyra leopoldi
Gehyra leopoldi (дтелла Леопольда) — вид геконоподібних ящірок родини геконових (Gekkonidae). Ендемік Індонезії. Вид названий на честь бельгійського короля Леопольда III.

## Поширення і екологія
Дтелли Леопольда мешкають на заході півострова Чендравасіх на північному заході Нової Гвінеї.